# 100 mm armata polowa wz. 1944 (BS-3)
100 mm armata polowa wz. 1944 (BS-3) (ros. 100-мм полевая пушка образца 1943 года, БС-3, nazywana także 100 mm armata przeciwpancerna wz. 1944) – radziecka holowana armata polowa i przeciwpancerna.

## Historia
W 1943 żywa była w ZSRR obawa przed pojawieniem się nowych niemieckich czołgów uzbrojonych w dalekosiężne armaty i odpornych na ostrzał ówczesnych dywizyjnych dział przeciwpancernych. Wprawdzie artyleria korpuśna z takim przeciwnikiem mogłaby dać sobie radę, ale armaty będące na jej wyposażeniu były ciężkie – a przez to małomanewrowe (a przede wszystkim nieliczne). 13 kwietnia 1943 podczas narady u Ławrientija Berii komisarz D.F. Ustinow referował możliwości dalszego rozwoju artylerii przeciwpancernej. Między innymi omawiano pomysł zmotoryzowania dział ZiS-2, rozwój dział wywodzących się od 85 mm armaty przeciwlotniczej KS-12, usprawnienia produkcji 122 mm armat A-19, opracowania nowych przeciwpancernych pocisków podkalibrowych i kumulacyjnych, a także ofertę W. G. Grabina opracowania nowej 100 mm armaty przeciwpancernej. 15 kwietnia wyszło postanowienie ГОКО № 3187 o wzmocnieniu obrony przeciwpancernej. W jego ramach miano opracować nowe korpuśne działo na podstawie armat M-60 i okrętowej B-34. Armata oparta na M-60 miała mieć kaliber 100 lub 122 mm. Sama armata M-60 do zwalczania broni pancernej nie bardzo się nadawała w związku z amunicją rozdzielnego ładowania, co w dużym stopniu ograniczało jej szybkostrzelność. Opracowanie i zbudowanie prototypów powierzono CAKB i Zakładom Motoryzacyjnym Nr 172 im. Mołotowa. Prototyp 100 mm opracowany został w przeciągu 25 dni a 122 mm w miesiąc pod kierunkiem Grabina przez zespół w składzie: A.E. Chworostin, I.S. Griban, K.K. Rienne i W.D. Mieszczanninow. 4 czerwca gotowa była dokumentacja. Dwa prototypy zostały ukończone w połowie lipca, a gotowość do prób poligonowych osiągnęły 1 sierpnia. 100 mm armata nosząca jeszcze nazwę S-3 ważyła prawie 3500 kg. W międzyczasie niezbędne okazało się skorzystanie z pomocy biura konstrukcyjnego Zakładów Nr 92 im. Stalina. Początkowo koła miały pochodzić od ciężarówki ZIS-5, ale były za słabe do tak ciężkiego działa, a koła od JAZa były za duże. Rozwiązaniem okazało się podwojenie kół od ZISa. Od 15 kwietnia do 2 maja 1944 roku na rozkaz marszałka N.N. Woronowa w Grochowieckim Obozie Artyleryjskim odbywały się próby czterech prototypów S-3. Przeprowadzono wówczas próbne strzelania do zdobycznego czołgu PzKpfw VI Tiger i niszczyciela czołgów Ferdynand. Próby wypadły dość pozytywnie. Pancerz wieży Tigera był przebijany z odległości 500–1000 m, a kadłub z 1300 m. W maju 1944 roku Zakład Nr 232 „Bolszewik” przystąpił do wykonania planu zakładającego wykonanie 275 armat tego typu do końca roku. W sierpniu uruchomiono produkcję w Zakładach Nr 7 „Arsenał” dzięki czemu można było zwiększyć roczną produkcję do 335 sztuk. W latach 1940. w OKB-172 opracowano lekki pocisk „Kolco”, który wystrzeliwany z BS-3 osiągał prędkość 1650 m/s, ale nie został on przyjęty do uzbrojenia w związku z pracami nad bardziej perspektywicznymi pociskami podkalibrowymi. W międzyczasie działo również zmodernizowano, wyposażając je w celownik optyczny OP-1-5 służący do prowadzenia ognia bezpośredniego oraz modernizując zamek poprzez wyposażenie go w bezpiecznik i mechanizm powtórnego napinania.
Produkcja BS-3 trwała do 1951 roku. Ogółem powstało około 4000 armat tego typu, z czego około 400 do zakończenia wojny w Europie. W czasie II wojny światowej zniszczonych zostało ok. 100 armat.
Na początku lat 60. BS-3 nadal stanowiła skuteczny oręż, ale wkrótce okazało się, że nawet podkalibrowe pociski były nieskuteczne wobec takich czołgów jak M48A2, M60 czy Chieftain. Sytuację ratowały pociski kumulacyjne które były w stanie przebić pancerze tych wozów. Do pojawienia się w latach 60. nowych armat gładkolufowych, BS-3 i jej czołgowy odpowiednik D-10 stanowiły podstawę obrony przeciwpancernej Armii Radzieckiej. W latach 80. przystosowano armaty BS-3 do wystrzeliwania rakiet 9M117 kompleksu Bastion mogący z odległości 4000 metrów zwalczać pojazdy osłonięte 550-milimetrowym pancerzem.
Armata BS-3 była używana w ZSRR aż do jego rozpadu w 1991 roku, a później w wielu krajach WNP. Prócz tego wiele egzemplarzy wyeksportowano do krajów Układu Warszawskiego (także Polski) i państw bliskowschodnich oraz afrykańskich, gdzie też wielokrotnie były użyte bojowo. W Egipcie, wykorzystując działo BS-3 i podwozie czołgu T-34, opracowano samobieżne działo przeciwpancerne T-100.
Obecnie działo BS-3 zostało wycofane z uzbrojenia przez większość użytkowników.
BS-3 w Wojsku Polskim
W 1949 podjęto decyzję o zakupie w ZSRR armat BS-3. W latach 1947–1955 zakupiono łącznie 78 tego typu armat.
Armaty wprowadzono na uzbrojenie 22., 23. i 28 Brygady Artylerii Przeciwpancernej. Od 1956 znajdowały się w samodzielnych pułkach artylerii przeciwpancernej.
Na przełomie lat 50. i 60. ze struktury pułków artylerii przeciwpancernej wycofano dywizjon armat BS-3 i zastąpiono go trzecim dywizjonem armat D-44. Armaty BS-3 przesunięto do zapasów mobilizacyjnych, a część sprzedano krajom arabskim. Ostatecznie wycofano je z uzbrojenia Wojska Polskiego w drugiej połowie lat 80.

## Opis
BS-3 jest holowaną armatą polową przeznaczoną do zwalczania celów ogniem pośrednim, mogącą również służyć do zwalczania celów opancerzonych ogniem bezpośrednim. Jednolita niewzmocniona lufa zakończona jest dwukomorowym hamulcem wylotowym o sprawności około 60%. Wlotowa część lufy zaopatrzona jest w nasadę zamkową. Półautomatyczny zamek ma konstrukcję klinową o pionowym ruchu klina. Samoczynnie zamyka się on po załadowaniu i otwiera po wystrzale. Późniejsze wersje działa zostały wyposażone w mechanizm napinania iglicy oraz bezpiecznik uniemożliwiający strzał przy niedomkniętym zamku. Kołyska jest typu korytkowego. Wewnątrz kołyski pod lufą znajduje się zespół oporopowrotnika składający się z opornika hydraulicznego typu wrzecionowego i trzycylindrowego powrotnika hydropneumatycznego. Cylindry oporopowrotnika znajdują się w jarzmie lufy a tłoczyska w kołysce. W łożu górnym znajduje się mechanizm naprowadzania. Naprowadzanie w płaszczyźnie pionowej odbywa się przy pomocy mechanizmu typu łukowego (dwa sektory), a w płaszczyźnie poziomej typu śrubowego. Ich pokrętła umieszczone są z lewej strony działa. Działo zostało również wyposażone w dwa odciążacze pneumatyczne typu pchającego. Łoże dolne wyposażone jest w dwa ogony, których rozwarcie powoduje wyłączenie wałków skrętnych służących do resorowania. Podwozie składa się z dwu podwójnych kół z oponami pełnymi pochodzącymi od ciężarówki ZIS-5. Prześwit podwozia jest równy 330 mm. Obsługa działa chroniona jest przez tarczę ochronną. Działo wyposażone jest w celownik mechaniczny do strzelania ogniem pośrednim. Prócz tego późniejsze modele działa otrzymały optyczne celowniki OP-1-5 służące do zwalczania celów opancerzonych ogniem bezpośrednim. Armata holowana jest bez korzystania z przodka, zazwyczaj ciągnikiem AT-L, Ja-12 i M-2 a także ciężarówką ZiS-151.

## Produkcja i użytkownicy
Obecni użytkownicy
- Cypr
- Egipt
- Mali
- Korea Północna
- Mongolia
- Nikaragua

Byli użytkownicy
- Bułgaria
- Chiny
- NRD
- Węgry
- Indie
- Liban
- Liberia
- Mozambik
- Polska
- Rumunia
- Somalia
- ZSRR
- Sudan
- Wietnam

| Produkcja armat BS-3 |      |      |      |      |      |      |      |      |          |
| Rok                  | 1944 | 1945 | 1946 | 1947 | 1948 | 1949 | 1950 | 1951 | Razem    |
| Wyprodukowano        | 330  | 1140 | 1470 | ??   | ??   | ??   | ??   | ??   | ok. 4000 |

## Amunicja
Do zasilania działa BS-3 używa się naboi zespolonych. Typowym pociskiem odłamkowo-burzącym jest OF-412, którego działanie odłamkowe lub burzące osiąga się poprzez zastosowanie odpowiedniego zapalnika. Do tego pocisku używa się dwóch typów ładunków prochowych, pełnego (gdy niezbędny jest duży zasięg) i zmniejszonego. Do zwalczania broni pancernej stosuje się przeciwpancerne pociski smugowe: ostro i tępogłowicowe, kumulacyjne i podkalibrowe. Do stawiania zasłony dymnej używane są pociski D-412. Amunicja przechowywana jest w skrzyniach o wymiarach 1200 × 445 × 243 mm i masie 84 kg (dwa pociski przeciwpancerne lub odłamkowo-burzące) i 75 kg (dwa pociski kumulacyjne).